# Matěj Švancer
Matěj Švancer (Praga, República Checa, 26 de marzo de 2004) es un deportista austríaco que compite en esquí acrobático.
Consiguió tres medallas en los X Games de Invierno. Participó en los Juegos Olímpicos de Pekín 2022, ocupando el octavo lugar en la prueba de slopestyle.

## Medallero internacional
| \| X Games de Invierno \| X Games de Invierno \| X Games de Invierno \| X Games de Invierno \| \| Año \| Lugar \| Medalla \| Prueba \| \| ------------------- \| ---------------------- \| ------------------- \| ------------------- \| \| 2023 \| Aspen (Estados Unidos) \| Medalla de plata \| Knuckle huck \| \| 2025 \| Aspen (Estados Unidos) \| Medalla de plata \| Knuckle huck \| \| 2025 \| Aspen (Estados Unidos) \| Medalla de bronce \| Big air \| |                        |                   |              |
| X Games de Invierno |                        |                   |              |
| Año | Lugar                  | Medalla           | Prueba       |
| 2023 | Aspen (Estados Unidos) | Medalla de plata  | Knuckle huck |
| 2025 | Aspen (Estados Unidos) | Medalla de plata  | Knuckle huck |
| 2025 | Aspen (Estados Unidos) | Medalla de bronce | Big air      |